# 新扎戈里夫
50°39′58″N 24°36′21″E / 50.66611°N 24.60583°E
新扎戈里夫（烏克蘭語：Новий Загорів），是烏克蘭的村落，位於該國西部沃倫州，由沃洛德米爾區負責管轄，始建於1567年，面積2.64平方公里，海拔高度223米，2001年人口529，人口密度每平方公里200.76人。